# Richford (Wisconsin)
Richford es un pueblo ubicado en el condado de Waushara en el estado estadounidense de Wisconsin. En el Censo de 2010 tenía una población de 612 habitantes y una densidad poblacional de 6,8 personas por km².

## Geografía
Richford se encuentra ubicado en las coordenadas 44°1′33″N 89°24′16″O / 44.02583, -89.40444. Según la Oficina del Censo de los Estados Unidos, Richford tiene una superficie total de 90 km², de la cual 89.58 km² corresponden a tierra firme y (0.46%) 0.41 km² es agua.

## Demografía
Según el censo de 2010, había 612 personas residiendo en Richford. La densidad de población era de 6,8 hab./km². De los 612 habitantes, Richford estaba compuesto por el 98.37% blancos, el 0% eran afroamericanos, el 0.16% eran amerindios, el 0% eran asiáticos, el 0% eran isleños del Pacífico, el 0.98% eran de otras razas y el 0.49% pertenecían a dos o más razas. Del total de la población el 3.1% eran hispanos o latinos de cualquier raza.